# Unmittelbare Staatsverwaltung

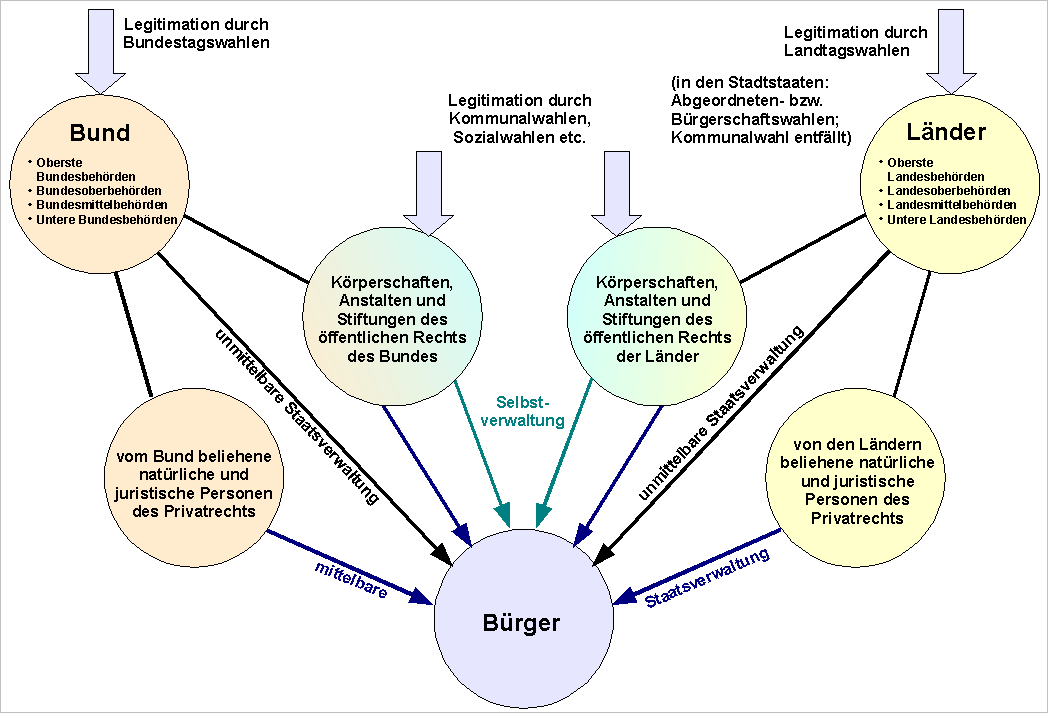
Unmittelbare und mittelbare Staatsverwaltung auf Bundes- und Landesebene

Unmittelbare Staatsverwaltung bedeutet, dass der Staat – anders als bei der mittelbaren Staatsverwaltung – die Aufgaben seiner öffentlichen Verwaltung durch eigene Behörden in eigener Trägerschaft erfüllt.

## Deutschland
Die Verwaltung in Deutschland gliedert sich in die Bundes- und die Landesverwaltung. Zu letzteren zählt auch die Kommunalverwaltung. Zudem gibt es Mischformen wie die Jobcenter und die ehemaligen Oberfinanzdirektionen. Unmittelbare Staatsverwaltung gibt es sowohl in der Bundes- als auch der Landesverwaltung.
Die Verwaltungsgliederung Deutschlands ist in der Regel vierstufig und hierarchisch mit Obersten, Ober-, Mittel- und Unterbehörden. Die Verwaltungskompetenz liegt vorrangig bei den Ländern, auch bei der Ausführung von Bundesgesetzen (Art. 30, Art. 83 GG). Die Behörden der unmittelbaren Staatsverwaltung sind unselbständige Verwaltungseinheiten. Sie sind Organ ihrer Gebietskörperschaft, die eine juristische Person des öffentlichen Rechts ist. Nach dem Rechtsträgerprinzip ist deshalb vor den Verwaltungsgerichten nicht die Behörde der unmittelbaren Staatsverwaltung selbst, sondern der Bund (als Beklagte die Bundesrepublik Deutschland) oder das Land, dem ihr Handeln zuzuordnen ist, zu verklagen (§ 78 VwGO).
Im Gegensatz dazu zeichnet sich die mittelbare Staatsverwaltung in Deutschland dadurch aus, dass die Behörden eine eigene Rechtspersönlichkeit besitzen, also selbst juristische Personen sind. Die Verwaltungsträger können dabei mit und ohne Selbstverwaltung sein.

### Unmittelbare Bundesverwaltung
Auf Bundesebene gehören zu der unmittelbaren Bundesverwaltung die Bundesministerien und andere oberste Bundesbehörden (z. B. Bundesrechnungshof), Bundesoberbehörden (z. B. Bundeskriminalamt), Bundesmittelbehörden (z. B. Generaldirektion Wasserstraßen und Schifffahrt) und Bundesunterbehörden (z. B. Bundeswehr-Dienstleistungszentrum).

### Unmittelbare Landesverwaltung
Zur unmittelbaren Landesverwaltung gehören grundsätzlich die Landesministerien, die Landesoberbehörden, Landesmittelbehörden und Landesunterbehörden. In Nordrhein-Westfalen sind beispielsweise mittlere Landesbehörden die Bezirksregierungen und untere Landesbehörden die Landräte.